# 7017 Uradowan
A 7017 Uradowan (ideiglenes jelöléssel 1992 CE2) a Naprendszer kisbolygóövében található aszteroida. T. Seki fedezte fel 1992. február 1-jén.